# Université humaniste des sciences appliquées Humak
L'Université humaniste des sciences appliquées (finnois : Humanistinen ammattikorkeakoulu, sigle: HUMAK) est une université présente dans toute la Finlande. 

## Présentation

### Sites
HUMAK dispose d'un réseau d'unités d'enseignement réparties sur le territoire finlandais.
- Unité de Jyväskylä

Campus: Tähtiniementie 26, Korpilahti
Centre RDI de Jyväskylä (Akseli): Kympinkatu 3 B, Jyväskylä
- Unité de Kuopio

Campus: Kansanopistotie 32, Kuopio
Centre RDI de Kuopio: Microkatu 1, Kuopio
- Unité de la région d'Helsinki

Campus de Kauniainen: Vanha Turuntie 14, Kauniainen
Campus de Nurmijärvi: Kotorannantie 49, Kiljava
Centre RDI d'Helsinki (Ilkka), Ilkantie 4, Helsinki
- Unité de Turku

Campus: Harjattulantie 80, Turku
Centre RDI de Turku (Meri): Bâtiment TIC, Joukahaisenkatu 3, Turku

### Filières de formation
Le réseau National permet de se préparer aux diplômes suivants :
- Nurmijärvi (éducation des jeunes)
- Kauniainen (production culturelle et interprétariat).
- Jyväskylä (éducation des jeunes et production culturelle)
- Kuopio (éducation des jeunes et interprétariat)
- Turku (éducation des jeunes et production culturelle)